# St. Petersburg White Nights 2014
Die St. Petersburg White Nights 2014 im Badminton fanden vom 2. bis zum 6. Juli 2014 in Gattschina bei Sankt Petersburg statt.

## Austragungsort
- Sporthalle Arena, General Knysh Street 14A

## Sieger und Platzierte
| Disziplin    | Gold                                   | Silber                                | Bronze                               |
| ------------ | -------------------------------------- | ------------------------------------- | ------------------------------------ |
| Herreneinzel | Dieter Domke                           | Thomas Rouxel                         | Ville Lång                           |
| Herreneinzel | Dieter Domke                           | Thomas Rouxel                         | Lucas Corvée                         |
| Dameneinzel  | Petya Nedelcheva                       | Stefani Stoeva                        | Kati Tolmoff                         |
| Dameneinzel  | Petya Nedelcheva                       | Stefani Stoeva                        | Neslihan Yiğit                       |
| Herrendoppel | Łukasz Moreń Wojciech Szkudlarczyk     | Raphael Beck Andreas Heinz            | Adam Cwalina Przemysław Wacha        |
| Herrendoppel | Łukasz Moreń Wojciech Szkudlarczyk     | Raphael Beck Andreas Heinz            | Baptiste Carême Ronan Labar          |
| Damendoppel  | Ekaterina Bolotova Evgeniya Kosetskaya | Olga Golovanova Viktoriia Vorobeva    | Victoria Dergunova Olga Morozova     |
| Damendoppel  | Ekaterina Bolotova Evgeniya Kosetskaya | Olga Golovanova Viktoriia Vorobeva    | Özge Bayrak Neslihan Yiğit           |
| Mixed        | Evgeny Dremin Evgeniya Dimova          | Robert Mateusiak Agnieszka Wojtkowska | Gaëtan Mittelheisser Audrey Fontaine |
| Mixed        | Evgeny Dremin Evgeniya Dimova          | Robert Mateusiak Agnieszka Wojtkowska | Alexandr Zinchenko Olga Morozova     |